# Vladímir Béjterev
Vladímir Mijáilovich Béjterev o Vladimir Bechterev (transliteración del ruso: Влади́мир Миха́йлович Бе́хтерев; 1 de febrero de 1857, Sorali (Vyatka) - 24 de diciembre de 1927, Moscú) fue un neurólogo, neurofisiólogo y psiquiatra ruso.
Independientemente de Iván Pávlov desarrolló una teoría de los reflejos condicionados en la que analizó los reflejos hereditarios y los adquiridos y se dedicó a la investigación de la espondilitis anquilosante, contribuyendo a su diagnóstico.

## Biografía
Nacido en el año 1857, a los 16 años comenzó sus estudios en la Academia Militar de Medicina de San Petersburgo, graduándose en 1878, tras lo cual continuó estudiando en el Departamento de Enfermedades Mentales y Nerviosas, obteniendo su doctorado en 1881 con la tesis “Resultados de la investigación clínica de la temperatura del cuerpo en determinadas formas de enfermedad psíquica”.
Una vez recibido su título abandonó Rusia para trabajar con Wilhelm Wundt, Jean-Martin Charcot y Emil du Bois-Reymond. Tras cuatro años en el extranjero, regresó a su país, en donde contribuyó con la institucionalización de la psicología.
Profesor de la cátedra de Enfermedades Mentales en la Universidad de Kazán entre los años 1885 y 1893, universidad en la que fundó el primer Laboratorio Experimental de Psicología ruso en el año 1886.
Entre los años 1893 y 1913 se desempeñó como catedrático de Enfermedades Nerviosas y Mentales en la Academia Militar de San Petersburgo, donde organizó un Hospital para Enfermedades Psíquicas. Fue por esa época que realizó sus estudios acerca de la espondilitis anquilosante,
En 1896 contribuyó a la fundación de la Sociedad Rusa de Psicología Normal y Patológica y a la creación de la Revista de Psiquiatría, Neuropatología y Psicología Experimental.
En el año 1907 fundó el Instituto Psiconeurológico de San Petersburgo.
Desde el año 1917 y hasta el año de su muerte, estuvo a cargo de la cátedra de Psiquiatría y Reflexología de la Universidad de Petrogrado.
El 22 de diciembre de 1927, Béjterev trató a Iósif Stalin (1878-1953) por un problema neurológico pero, tras haberlo diagnosticado, le aplicó un tratamiento para la paranoia.
Esto molestó a Stalin, quien inició una campaña para desprestigiar la obra de Béjterev.
Dos días después, el 24 de diciembre de 1927, Vladímir Béjterev falleció a la edad de 70 años.
Según otro autor, Béjterev realizó comentarios negativos acerca de la personalidad del líder ruso, y el enojo de Stalin lo llevó a ordenar el asesinato de Béjterev, el cual murió envenenado dos días después.

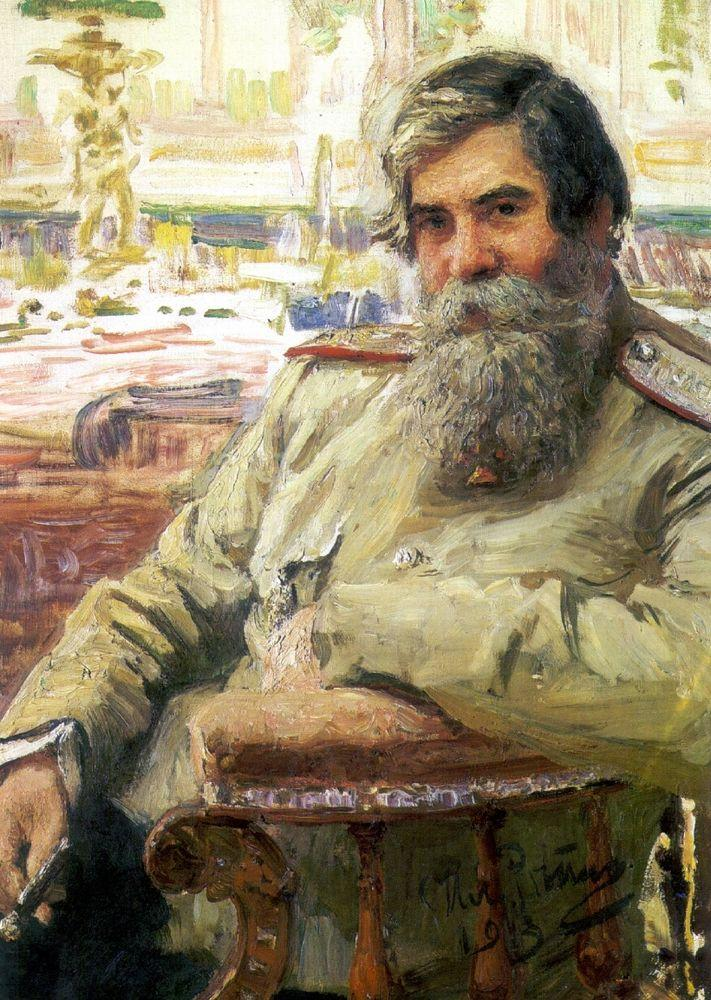
Retrato de Vladímir Béjterev. Autor: Ilya Repin (1913).